# Interview (Zeitschrift)
Interview ist eine monatlich erscheinende US-amerikanische Lifestyle-Zeitschrift die aus einer Mischung von Features und Interviews von und mit Berühmtheiten aus Kultur und Unterhaltung (30 % redaktioneller Anteil) und einem hohen Anteil gewerblicher Anzeigen (70 %) besteht, wobei redaktioneller Teil und Anzeigen gestalterisch ineinander übergehen. Interview wurde 1969 von dem Pop-Art-Künstler Andy Warhol und dem Journalisten John Wilcock im Eigenverlag der Firma Andy Warhol Enterprises Inc. in New York gegründet. Die Zeitschrift gilt als Vorläufer heutiger Zeitgeist-, Lifestyle- und Fashion-Publikationen. Ab 2011 gab es auch eine russische und ab 2012 eine deutsche Ausgabe der Zeitschrift.

## Geschichte

### Vorgeschichte
Andy Warhol begann ab Ende der 1960er Jahre sämtliche Ausstellungseröffnungen, Partys, Veranstaltungen oder Events seiner Factory in Bild und Ton festzuhalten. Zu diesem Zweck trug er meistens eine Polaroidkamera und einen tragbaren Kassettenrekorder bei sich. Die Polaroids verarbeitete er oft zu neuen Siebdrucken für seine Bilder und Multiples weiter; für die Tonbandaufnahmen, die zumeist belangslose Gesprächsfetzen und Small Talk enthielten, hatte er indes keine bestimmte Verwendung. Manches davon verwandte er als Dialoge für seine Filme, anderes floss in sein Buch The Philosophy of Andy Warhol: From A to B and Back Again ein. Meistens ließ er die Aufnahmen von Mitarbeitern seiner Factory mit dem Vermerk transkribieren, dass alles wortwörtlich unredigiert (samt Interjektionen) in schriftliche Form zu bringen sei. Ab 1969 übernahm die junge Kunststudentin Pat Hackett das Sekretariat der Factory und zeichnete von da an, bis zu Warhols Tod, für die Transkripte verantwortlich.

### Andy Warhol’s Interview
Eines Tages brachte der Journalist John Wilcock, der zu der Zeit eine Setzerei betrieb, Warhol auf die Idee, aus den Manuskripten eine Zeitschrift zu machen. Warhol erklärte die Entstehung folgendermaßen: „[…] Tonbänder eröffnen tolle Möglichkeiten für Interviews mit den verschiedensten Berühmtheiten. Ich begann über eine Zeitschrift mit nichts als Interviews nachzudenken. Dann kam John Wilcock eines Tages vorbei und fragte mich, ob ich eine Zeitung mit ihm gründen würde. Ich sagte ja.“ Wilcock zeichnete für den Satz verantwortlich, die Kosten wurden geteilt. Die erste Ausgabe erschien im Herbst 1969 mit dem in Kleinbuchstaben gesetzten Titelkopf inter/view. Warhol und Wilcock änderten den Namen bald in Interview. 1970 stieg Wilcock aus dem Projekt aus und Warhol setzte seinen Namen in den Titel: Andy Warhol’s Interview. Die Titelseite wurde anfangs von dem Grafiker Richard F. Bernstein gestaltet, der Warhols signifikant grelle Bildsprache in einem pastellfarbenen Stil imitierte. Chefredakteur war zuerst Warhols langjähriger Assistent Gerard Malanga der allerdings nach einer Diskrepanz mit Pat Hackett von Warhol durch Paul Morrissey ersetzt wurde. Als weiteren Redakteur engagierten Warhol und Morrisey den jungen Filmstudenten Bob Colacello. In der Anfangszeit führte Warhol die meisten „Interviews“ noch selbst, indem er auf Partys oder in Diskotheken wie dem Studio 54 einfach das Tonband mitlaufen ließ. Die Beiträge wurden oft unredigiert ins Blatt übernommen. Während der 1970er Jahre erlebte die Publikation mit der aufkommenden Yuppie-Generation einen Boom. Neben Warhol und seinen Redakteuren verfassten im Laufe der Jahre zahlreiche Berühmtheiten wie Bianca Jagger oder Truman Capote eigene Beiträge in Interview.

### Gegenwart
In den 1980ern zog sich Warhol weitgehend aus dem Magazin zurück und überließ Bob Colacello die Leitung, der das Blatt zunehmend in eine Modezeitschrift verwandelte. Bekannt ist, dass sich Warhol bis zu seinem Tode auf seine eigene Art um den Vertrieb seiner Zeitschrift „kümmerte“, indem er oft signierte Freiexemplare in den Straßen von Manhattan verteilte.
Nach Warhols Tod 1987 wurde das Magazin von Brant Publications Inc. übernommen.

## Bedeutung
Das Hochglanzmagazin war und ist für die gehobene Mittelschicht gedacht und unterhält großformatige, grafisch aufwändig gestaltete Anzeigen von exklusiven Designer- und Modelabels gepaart mit Fotos von Stars und Sternchen, die stilistisch nicht von der Werbeästhetik der Annoncen zu unterscheiden sind. Interview trug nicht unerheblich zur Bekanntmachung so genannter It-Girls bei, die aus den „Girls of the Year“ der 1950er und 1960er in den USA hervorgegangen sind.